# پائول گربر
 پائول گربر (انگلیسی: Paul Gerber؛ زاده ۱۸۵۴ درگذشته ۱۹۰۹) یک فیزیک‌دان اهل آلمان بود.